# Метт Ліндблед
Метт Ліндблед (англ. Matt Lindblad, нар. 23 березня 1990, Еванстон) — американський хокеїст, що грав на позиції крайнього нападника.

## Ігрова кар'єра
Хокейну кар'єру розпочав 2008 року в ХЛСШ виступами за «Чикаго Стіл», а в наступному сезоні перейшов до «Су-Фолс Стемпід».
З 2010 по 2013 захищає кольори клубу НКАА, що представляє Дартмутський коледж.
5 квітня 2013 на правах вільного агента підписує контракт з клубом НХЛ «Бостон Брюїнс», але як новачок опиняється в фарм-клубі «Провіденс Брюїнс» (АХЛ). У складі «Брюїнс» дебютував 15 березня 2014 в переможному матчі (5–1) проти «Кароліна Гаррікейнс».
1 липня 2015 на правах вільного агента підписує дворічний контракт з «Нью-Йорк Рейнджерс», але провівши лише вісім матчів через численні травми в складі фарм-клубу «Гартфорд Вулвс Пек» (АХЛ), Ліндблед вирішив завершити кар'єру гравця.
15 вересня 2016 Метт укладає контракт з своїм колишнім клубом «Бостон Брюїнс» та стає скаутом команди.

## Статистика
| Сезон        | Клуб                 | Ліга         | Регулярний сезон | Регулярний сезон | Регулярний сезон | Регулярний сезон | Регулярний сезон | Плей-оф | Плей-оф | Плей-оф | Плей-оф | Плей-оф |
| Сезон        | Клуб                 | Ліга         | І                | Г                | П                | О                | ШХ               | І       | Г       | П       | О       | ШХ      |
| ------------ | -------------------- | ------------ | ---------------- | ---------------- | ---------------- | ---------------- | ---------------- | ------- | ------- | ------- | ------- | ------- |
| 2008–09      | «Чикаго Стіл»        | ХЛСШ         | 51               | 5                | 20               | 25               | 17               | —       | —       | —       | —       | —       |
| 2009–10      | «Су-Фолс Стемпід»    | ХЛСШ         | 57               | 24               | 46               | 70               | 20               | 3       | 1       | 2       | 3       | 2       |
| 2010–11      | Дартмутський коледж  | НКАА         | 33               | 13               | 15               | 28               | 4                | —       | —       | —       | —       | —       |
| 2011–12      | Дартмутський коледж  | НКАА         | 26               | 6                | 18               | 24               | 2                | —       | —       | —       | —       | —       |
| 2012–13      | Дартмутський коледж  | НКАА         | 30               | 10               | 18               | 28               | 2                | —       | —       | —       | —       | —       |
| 2012–13      | «Провіденс Брюїнс»   | АХЛ          | 4                | 1                | 4                | 5                | 0                | —       | —       | —       | —       | —       |
| 2013–14      | «Провіденс Брюїнс»   | АХЛ          | 55               | 8                | 16               | 24               | 8                | 12      | 3       | 4       | 7       | 10      |
| 2013–14      | «Бостон Брюїнс»      | НХЛ          | 2                | 0                | 0                | 0                | 0                | —       | —       | —       | —       | —       |
| 2014–15      | «Провіденс Брюїнс»   | АХЛ          | 47               | 9                | 13               | 22               | 6                | 3       | 0       | 0       | 0       | 0       |
| 2014–15      | «Бостон Брюїнс»      | НХЛ          | 2                | 0                | 0                | 0                | 0                | —       | —       | —       | —       | —       |
| 2015–16      | «Гартфорд Вулвс Пек» | АХЛ          | 8                | 0                | 1                | 1                | 0                | —       | —       | —       | —       | —       |
| Усього в НХЛ | Усього в НХЛ         | Усього в НХЛ | 4                | 0                | 0                | 0                | 0                | —       | —       | —       | —       | —       |